# 袁文顯
袁文顯（？—？年），浙江宁波府鄞縣人，民籍。明朝政治人物。

## 生平
弘治十四年（1501年）辛酉科浙江乡试舉人，九年（1514年）甲戌科三甲第六十一名進士，官行人司行人。